# Krousonas - Vromonero Ίdis
Krousonas - Vromonero Ίdis este o arie protejată (arie de protecție specială avifaunistică — SPA) din Grecia întinsă pe o suprafață de 7.927,93 ha, integral pe uscat.

## Localizare
Centrul sitului Krousonas - Vromonero Ίdis este situat la coordonatele 35°11′07″N 24°55′27″E / 35.185361°N 24.924241°E.

## Înființare
Situl Krousonas - Vromonero Ίdis a fost declarat arie de protecție specială avifaunistică în februarie 1997 pentru a proteja 19 specii de animale.

## Biodiversitate
Situată în ecoregiunea mediteraneană, aria protejată nu include niciun habitat protejat.
La baza desemnării sitului se află mai multe specii protejate de  păsări (19): fâsă-de-câmp (Anthus campestris), șorecarul comun (Buteo buteo), ciocârlie-cu-degete-scurte (Calandrella brachydactyla), caprimulg (Caprimulgus europaeus), erete vânăt (Circus cyaneus), erete alb (Circus macrourus), presură de grădină (Emberiza hortulana), Falco eleonorae, șoim călător (Falco peregrinus), vânturel de seară (Falco vespertinus), muscar-gulerat (Ficedula albicollis), Ficedula semitorquata, rândunică (Hirundo rustica), ciocârlie de pădure (Lullula arborea), vrabie negricioasă (Passer hispaniolensis), viespar (Pernis apivorus), turturică (Streptopelia turtur), Sylvia ruppeli, Tachymarptis melba.
Pe lângă speciile protejate, pe teritoriul sitului au mai fost identificate 18 specii de plante, 1 specie de păsări.